# البطين (نجم)
البُطَيْن أو دلتا الحمل (بالإنجليزية: Delta Arietis، اسمه الرسمي Botein وهو مشتق من الاسم العربية)‏ نجم في كوكبة الحمل .
النجم عملاق تطور إلى التصنيف النجمي من K2 III ينتمي إلى الانواع المعروفة باسم عملاق متثاقل أحمر، مما يعني أنه يولد طاقته من خلال اندماج الهيليوم في نواته. حجمه يقرب من مرتين كتلة الشمس، واتسع غلافه الخارجي حوالي عشرة مرات نصف قطر الشمس. يضيء 45 مرة اقوى من الشمس ودرجة حرارته الفعالة من 4810 كلفن هذه الحرارة تعطيه توهج برتقالي لنجم K-نوع. متغير يتراوح قدره من 4,33 إلى 4,37. و يبعد عن الأرض حوالي 168 سنة ضوئية .

## أنطر أيضا
- قائمة أسماء النجوم العربية